# Splendid
Splendid is een reggaeband uit Den Haag rond zanger Patrick Schmitz. De band is opgericht in 2001 door enkele leden van de Hermes House Band.
In 2005 speelde de groep een ska/reggaeversie van het Wilhelmus tijdens de KoninginneNach en verscheen hun uitvoering van Golden Earring's When the Lady Smiles op een tribute-album met covers van lokale acts. In datzelfde jaar ontving de groep de Haagse Popprijs voor beste live act. In 2010 trad de band op in het Omniversum. In 2011 was de band Serious Talent van 3FM en waren er optredens in het programma Nachtegiel en op Noorderslag. In 2012 volgden grote optredens op Parkpop en Lowlands.

## Discografie

### Albums
| Album met eventuele hitnotering(en) in de Nederlandse Album Top 100 | Datum van verschijnen | Datum van binnenkomst | Hoogste positie | Aantal weken | Opmerkingen |
| ------------------------------------------------------------------- | --------------------- | --------------------- | --------------- | ------------ | ----------- |
| Splendid                                                            | 2004                  | -                     |                 |              |             |
| Rebirth                                                             | 2006                  | -                     |                 |              |             |
| Life is Splendid                                                    | 2009                  | -                     |                 |              |             |
| Connect back to the stars                                           | 17-06-2011            | 25-06-2011            | 35              | 5            |             |
| Sun Beats Down                                                      | 24-05-2013            | 01-06-2013            | 11              | 1*           |             |
| The good life                                                       | 03-04-2015            | -                     |                 |              |             |
| 7 Kings                                                             | 18-05-2018            | -                     |                 |              |             |

### Singles
| Single met eventuele hitnotering(en) in de Nederlandse Top 40 | Datum van verschijnen | Datum van binnenkomst | Hoogste positie | Aantal weken | Opmerkingen                 |
| ------------------------------------------------------------- | --------------------- | --------------------- | --------------- | ------------ | --------------------------- |
| Again                                                         | 2011                  | -                     |                 |              | Nr. 80 in de Single Top 100 |